# 伊恩·胡禮 (敲擊樂)
伊恩·胡禮 （英文：Ian Wright）出生於英國阿伯丁，在開始從事音樂事業之前曾在英國阿伯丁大學學習數學。伊恩·胡禮參與了製定英國皇家音樂學院聯合委員會的第一個敲擊樂考試大綱，並與凱文·哈斯威共同創作四本定音鼓考試書籍和一些小鼓考試曲目。他目前是英國皇家音樂學院聯合委員會的文憑試考官。自1973年以來，他一直執教英國國家青年管弦樂團的敲擊樂手。伊恩·胡禮於1988年成為皇家北方音樂學院的院士。英國皇家音樂學院聯合委員會最新發表的敲擊樂考試大綱中亦有伊恩·胡禮所創作的音樂。
除了音樂以外，伊恩·胡禮的主要興趣是旅行，特別是涉及步行和騎單車的旅行。與妻子克里斯一起的時候，伊恩·胡禮曾經兩次在加利福尼亞州內華達山脈的約翰·繆爾步道進行了210英里的背包旅行，並四次在TGO挑戰賽上由西向東穿越蘇格蘭。

## 演奏生涯
伊恩·胡禮於1965年加入皇家利物浦皇家愛樂樂團擔任敲擊樂手，1966年擔任首席定音鼓手，直到2007年離開樂團。從那時起，他一直以客席敲擊樂演奏家身分與全國各地的管弦樂團合作。 1981年至2010年，他擔任皇家北方音樂學院敲擊樂系主任，並擔任定音鼓導師。

## 出版書籍
- 沉寂的力度：通過冥想發展您的感官並與自然重新聯繫[4]

- 铜管樂隊的筆记

- 輝煌的地圖：好奇心地圖集[5]

## 作品
- 《春日狂熱》
- 《俄羅斯疾馳》
- 《彈奏貝多芬》
- 《巴洛克式音符》